# ضهر صفرا
ضهر صفرا قرية تتبع ناحية الروضة في منطقة بانياس التابعة لمحافظة طرطوس.
تحتوي القرية على مجموعة من القرى الصغير من اهمها الجنينة و الحريشة و جليانا و الحارة و بلمانا . وتعد قرية الجنينة هي الأكبر نسبيا و تحتوي على العديد من الاطباء والمهندسين بين ابناءها ، يقطنها بشكل رئيسي عائلات فنيانس/ عبود و معوض